# 산바르톨로메오인갈도
산바르톨로메오인갈도(이탈리아어: San Bartolomeo in Galdo)는 이탈리아 캄파니아주 베네벤토도의 코무네다. 나폴리로부터 북동쪽 90km 베네벤토로부터 북동쪽 35km 거리에 있다.